# LNB Pro A 2022-23
La LNB Pro A 2022-2023, denominada por motivos de patrocinio Betclic Élite, fue la edición número 101 de la Pro A, la máxima competición de baloncesto de Francia. La temporada regular comenzó el 24 de septiembre de 2022 y finalizaró el 16 de mayo de 2023. El campeón fue el AS Mónaco, quer lograba así su primer título.

## Equipos temporada 2022-23
| Equipo                        | Ciudad           | Pabellón                                     | Capacidad   |
| ----------------------------- | ---------------- | -------------------------------------------- | ----------- |
| ADA Blois                     | Blois            | Salle du Jeu de Paume                        | 2525        |
| AS Monaco Basket              | Mónaco (Mónaco)  | Salle Gaston Médecin                         | 5000        |
| ASVEL                         | Villeurbanne     | Astroballe                                   | 5556        |
| BCM Gravelines-Dunkerque      | Gravelines       | Sportica                                     | 3043        |
| Cholet Basket                 | Cholet           | La Meilleraie                                | 5191        |
| Roanne                        | Roanne           | Halle André Vacheresse                       | 5000        |
| Élan Béarnais Pau-Lacq-Orthez | Pau              | Palais des Sports de Pau                     | 7707        |
| ESSM Le Portel                | Le Portel        | Chaudron                                     | 3500        |
| Fos Provence Basket           | Fos-sur-Mer      | Halle des sports Parsemain                   | 1750        |
| JDA Dijon Basket              | Dijon            | Palais des Sports Jean-Michel Geoffroy       | 4628        |
| JL Bourg-en-Bresse            | Bourg-en-Bresse  | Ekinox                                       | 3548        |
| Le Mans Sarthe Basket         | Le Mans          | Antarès                                      | 6023        |
| Limoges CSP                   | Limoges          | Beaublanc                                    | 5516        |
| Metropolitans 92              | Levallois-Perret | Palais des Sports Marcel Cerdan              | 3051        |
| Nanterre 92                   | Nanterre         | Palais des Sports / Halle Georges Carpentier | 3000 / 5009 |
| Paris Basketball              | Paris            | Halle Georges-Carpentier                     | 4746        |
| SIG Basket                    | Strasbourg       | Rhénus Sport                                 | 6200        |
| SLUC Nancy                    | Nancy            | Palais des sports Jean-Weille                | 6041        |

## Temporada regular

### Clasificación
Actualizada a 18 de mayo de 2023
| Pos. | Equipo                  | PJ | G  | P  | PF   | PC   | DP   | Pts | Clasificación o descenso    |
| ---- | ----------------------- | -- | -- | -- | ---- | ---- | ---- | --- | --------------------------- |
| 1    | Monaco                  | 34 | 26 | 8  | 3035 | 2755 | +280 | 60  | Clasificación para playoffs |
| 2    | Levallois Metropolitans | 34 | 23 | 11 | 2920 | 2812 | +108 | 57  | Clasificación para playoffs |
| 3    | ASVEL                   | 33 | 22 | 11 | 2926 | 2627 | +299 | 55  | Clasificación para playoffs |
| 4    | JDA Dijon               | 34 | 21 | 13 | 2943 | 2861 | +82  | 55  | Clasificación para playoffs |
| 5    | JL Bourg                | 34 | 19 | 15 | 2914 | 2866 | +48  | 53  | Clasificación para playoffs |
| 6    | Le Mans Sarthe          | 34 | 19 | 15 | 3005 | 2855 | +150 | 53  | Clasificación para playoffs |
| 7    | Cholet                  | 34 | 18 | 16 | 2790 | 2807 | −17  | 52  | Clasificación para playoffs |
| 8    | SIG Strasbourg          | 34 | 17 | 17 | 2796 | 2789 | +7   | 51  | Clasificación para playoffs |
| 9    | Paris Basketball        | 34 | 16 | 18 | 2984 | 3059 | −75  | 50  |                             |
| 10   | BCM Gravelines          | 34 | 16 | 18 | 2695 | 2757 | −62  | 50  |                             |
| 11   | Chorale Roanne          | 34 | 15 | 19 | 3111 | 3097 | +14  | 49  |                             |
| 12   | ESSM Le Portel          | 34 | 15 | 19 | 2705 | 2704 | +1   | 49  |                             |
| 13   | Nanterre 92             | 34 | 14 | 20 | 2709 | 2839 | −130 | 48  |                             |
| 14   | SLUC Nancy              | 34 | 14 | 20 | 2789 | 2856 | −67  | 48  |                             |
| 15   | Limoges CSP             | 34 | 14 | 20 | 2656 | 2787 | −131 | 48  |                             |
| 16   | ADA Blois               | 34 | 14 | 20 | 2805 | 2952 | −147 | 48  |                             |
| 17   | ÉB Pau-Lacq-Orthez      | 34 | 12 | 22 | 2673 | 2820 | −147 | 46  | Descenso a Pro B            |
| 18   | Fos Provence Basket     | 34 | 10 | 24 | 2594 | 2807 | −213 | 44  | Descenso a Pro B            |

 Fuente: LNB.fr
Criterios de clasificación: 1) puntos; 2) enfrentamientos directos; 3) Diferencia de puntos; 4) Puntos anotados.

## Play-offs
|  | Cuartos de final | Cuartos de final | Cuartos de final | Cuartos de final | Cuartos de final |    |        | Semifinales      | Semifinales | Semifinales | Semifinales | Semifinales | Semifinales | Semifinales |   |        | Final | Final | Final | Final | Final | Final | Final |  |
|  |                  |                  |                  |                  |                  |    |        |                  |             |             |             |             |             |             |   |        |       |       |       |       |       |       |       |  |
|  |                  |                  |                  |                  |                  |    |        |                  |             |             |             |             |             |             |   |        |       |       |       |       |       |       |       |  |
|  | 1                | Monaco           | 88               | 85               |                  |    |        |                  |             |             |             |             |             |             |   |        |       |       |       |       |       |       |       |  |
|  | 1                | Monaco           | 88               | 85               |                  |    |        |                  |             |             |             |             |             |             |   |        |       |       |       |       |       |       |       |  |
|  | 8                | SIG Strasbourg   | 84               | 83               |                  |    |        |                  |             |             |             |             |             |             |   |        |       |       |       |       |       |       |       |  |
|  | 8                | SIG Strasbourg   | 84               | 83               |                  | 1  | Monaco | 96               | 105         | 85          |             |             |             |             |   |        |       |       |       |       |       |       |       |  |
|  |                  |                  |                  |                  |                  | 1  | Monaco | 96               | 105         | 85          |             |             |             |             |   |        |       |       |       |       |       |       |       |  |
|  |                  |                  | 5                | JL Bourg         | 79               | 99 | 71     |                  |             |             |             |             |             |             |   |        |       |       |       |       |       |       |       |  |
|  | 4                | JDA Dijon        | 5                | JL Bourg         | 79               | 99 | 71     | 73               | 90          |             |             |             |             |             |   |        |       |       |       |       |       |       |       |  |
|  | 4                | JDA Dijon        |                  |                  |                  |    |        |                  |             |             |             |             |             |             |   |        |       |       |       |       |       |       |       |  |
|  | 5                | JL Bourg         | 79               | 92               |                  |    |        |                  |             |             |             |             |             |             |   |        |       |       |       |       |       |       |       |  |
|  | 5                | JL Bourg         | 79               | 92               |                  |    |        |                  |             |             |             |             |             |             | 1 | Monaco | 87    | 95    | 92    |       |       |       |       |  |
|  |                  |                  |                  |                  |                  |    |        |                  |             |             |             |             |             |             | 1 | Monaco | 87    | 95    | 92    |       |       |       |       |  |
|  |                  |                  | 2                | Metropolitans 92 | 64               | 88 | 85     |                  |             |             |             |             |             |             |   |        |       |       |       |       |       |       |       |  |
|  | 2                | Metropolitans 92 | 2                | Metropolitans 92 | 64               | 88 | 85     | 93               | 80          | 81          |             |             |             |             |   |        |       |       |       |       |       |       |       |  |
|  | 2                | Metropolitans 92 |                  |                  |                  |    |        |                  |             |             |             |             |             |             |   |        |       |       |       |       |       |       |       |  |
|  | 7                | Cholet           | 80               | 83               | 69               |    |        |                  |             |             |             |             |             |             |   |        |       |       |       |       |       |       |       |  |
|  | 7                | Cholet           | 80               | 83               | 69               |    | 2      | Metropolitans 92 | 75          | 86          | 59          | 71          |             |             |   |        |       |       |       |       |       |       |       |  |
|  |                  |                  |                  |                  |                  |    | 2      | Metropolitans 92 | 75          | 86          | 59          | 71          |             |             |   |        |       |       |       |       |       |       |       |  |
|  |                  |                  | 3                | LDLC ASVEL       | 69               | 83 | 86     | 69               |             |             |             |             |             |             |   |        |       |       |       |       |       |       |       |  |
|  | 3                | LDLC ASVEL       | 3                | LDLC ASVEL       | 69               | 83 | 86     | 69               | 103         | 66          |             |             |             |             |   |        |       |       |       |       |       |       |       |  |
|  | 3                | LDLC ASVEL       |                  |                  |                  |    |        |                  |             |             |             |             |             |             |   |        |       |       |       |       |       |       |       |  |
|  | 6                | Le Mans Sarthe   | 73               | 63               |                  |    |        |                  |             |             |             |             |             |             |   |        |       |       |       |       |       |       |       |  |
|  | 6                | Le Mans Sarthe   | 73               | 63               |                  |    |        |                  |             |             |             |             |             |             |   |        |       |       |       |       |       |       |       |  |
|  |                  |                  |                  |                  |                  |    |        |                  |             |             |             |             |             |             |   |        |       |       |       |       |       |       |       |  |

## Estadísticas
Hasta el 13 de mayo de 2023.
| Rank | Nombre            | Equipo                | PPP  |
| ---- | ----------------- | --------------------- | ---- |
| 1.   | Victor Wembanyama | Metropolitans 92      | 21.6 |
| 2.   | Ronald March      | Chorale Roanne Basket | 21.4 |
| 3.   | Matt Morgan       | Le Mans Sarthe Basket | 20.9 |
| 4.   | Marcus Keene      | SIG Strasbourg        | 20.4 |
| 5.   | Markis McDuffie   | JDA Dijon             | 17.1 |

| Rank | Nombre           | Equipo                | APP |
| ---- | ---------------- | --------------------- | --- |
| 1.   | Stefan Moody     | Chorale Roanne Basket | 7.1 |
| 2.   | Michael Stockton | ÉB Pau-Lacq-Orthez    | 6.5 |
| 3.   | Justin Robinson  | BCM Gravelines        | 6.4 |
| 4.   | Tyrone Wallace   | Paris Basketball      | 6.1 |
| 5.   | David Holston    | JDA Dijon             | 6.0 |

| Rank | Nombre            | Equipo              | RPP  |
| ---- | ----------------- | ------------------- | ---- |
| 1.   | Victor Wembanyama | Metropolitans 92    | 10.5 |
| 2.   | Allan Dokossi     | Fos Provence Basket | 9.1  |
| 3.   | Ismael Kamagate   | Paris Basketball    | 7.7  |
| 4.   | Miralem Halilović | Nanterre 92         | 7.3  |
| 5.   | Shevon Thompson   | Fos Provence Basket | 7.3  |

| Rank | Nombre            | Equipo                | VPP  |
| ---- | ----------------- | --------------------- | ---- |
| 1.   | Victor Wembanyama | Metropolitans 92      | 26.2 |
| 2.   | Ronald March      | Chorale Roanne Basket | 20.9 |
| 3.   | Vitalis Chikoko   | ÉB Pau-Lacq-Orthez    | 18.8 |
| 4.   | Markis McDuffie   | JDA Dijon             | 18.7 |
| 5.   | Matt Morgan       | Le Mans Sarthe Basket | 18.6 |